# Апрелєвка (місто)
Апре́лєвка (рос. Апре́левка) — місто районного підпорядкування в Росії, у Наро-Фоминському міському окрузі Московської області.
Площа — 67,5 км², населення — 38 тис. мешканців (2024)

## Географічне розташування
Місто Апрелєвка розташоване на березі річки Десна, за 25 км на південний захід від Москви та за 28 км на північний схід від Наро-Фомінська. Через місто прооягає залізниця Київського напрямку Московської залізниці, лінія Москва — Калуга, на якій розташована залізнична станція Апрелєвка.

## Історія
27 вересня 1899 року було відкрито станцію Апрелєвка Московсько-Київсько-Воронезької залізниці. Назву станції дала садиба Апрелєвка, що належала письменникові Миколі Миколайовичу Златовратському, а садиба, зі свого боку, отримала назву за річкою Апрелєвка (первинна назва —  Опрѣлевка', від прѣть — «пріти, гнити»). Річка позначена на мапі з 1850 року.
У 1899 році поміщик О. С. Дубович заснував цегельний завод.
У 1910 році німецькі промисловці Готліб (Богдан) Моль, Альберт Фогт та Август Кіберт побудували фабрику для виробництва грамофонних платівок «Метрополь-Рекорд». Згодом, у 1918 році, фабрику націоналізували й перейменували на Апрелєвський завод грамплатівок «Пам'яті 1905 року».
У 1935 році Апрелєвці надано статус робітничого селища.
У 1961 році Апрелєвка отримала статус міста районного підпорядкування.
У 2004 році до складу міста включено село Мамирі та селище Фрунзевець.
У 2005 році, у зв'язку з реформою місцевого самоврядування, утворено міське поселення Апрелєвка, до складу якого увійшли місто Апрелєвка та сусідні села — Афінєєво, Малі Горки, Мартем'яново, Санники, Тимоніно, Хлопово.

## Економіка
Головним виробництвом міста був Апрелєвський завод грамплатівок, проте з 2008 року припинено випуск грамплатівок. На території заводу нині розташовані понад 20 підприємств малого та середнього бізнесу. Всього в місті знаходиться понад 70 промислових підприємств.
Найстарішим заводом є Апрелєвський завод тепловиробів (колишній цегельний завод) — єдине підприємство в Росії, що виробляє вапняково-кремнеземисті плити.
У місті розташований Центральний науково-дослідний, експериментальний та проєктний інститут із сільського будівництва та ще декілька науково-дослідних інститутів.

## Транспорт

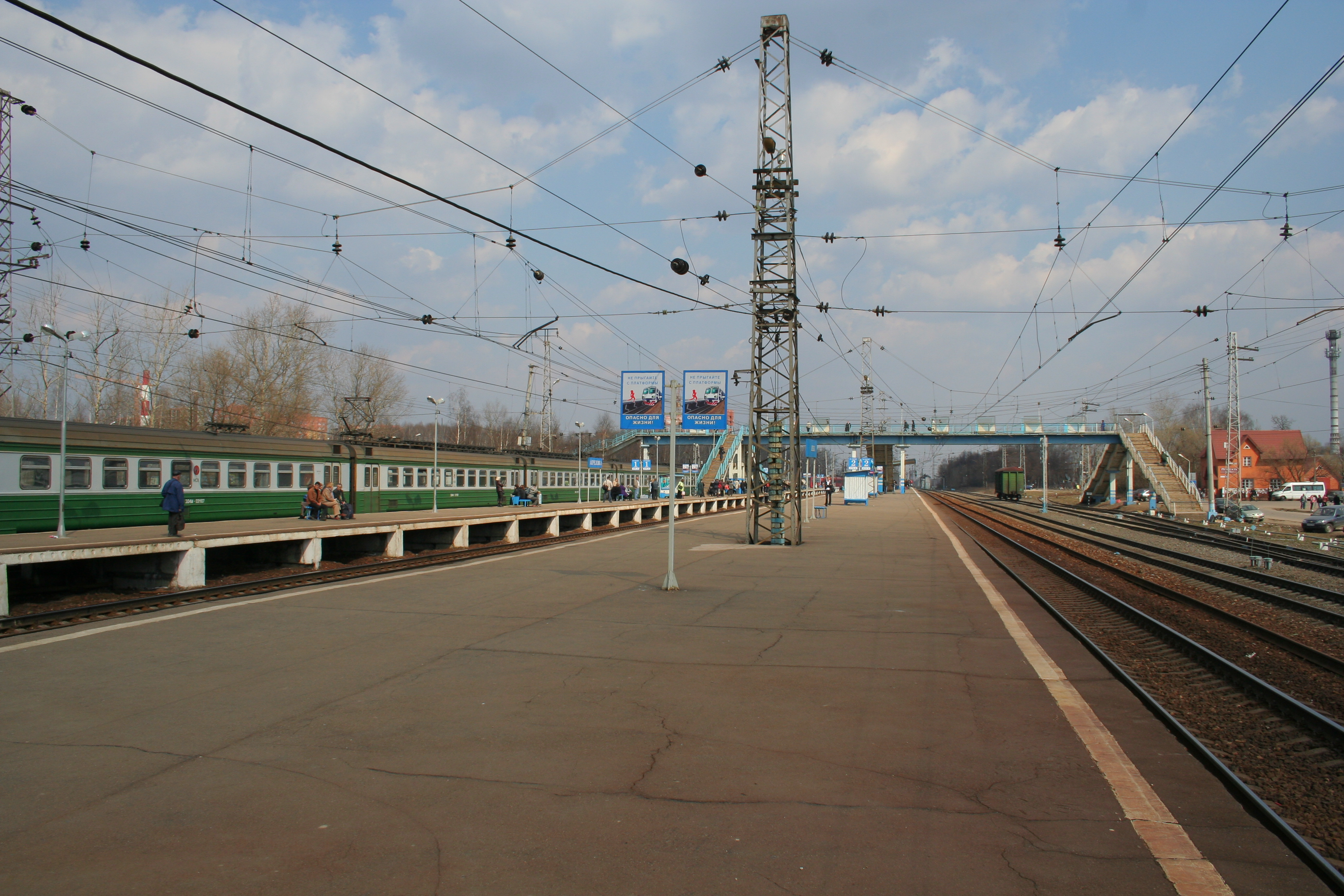
Станція Апрелєвка

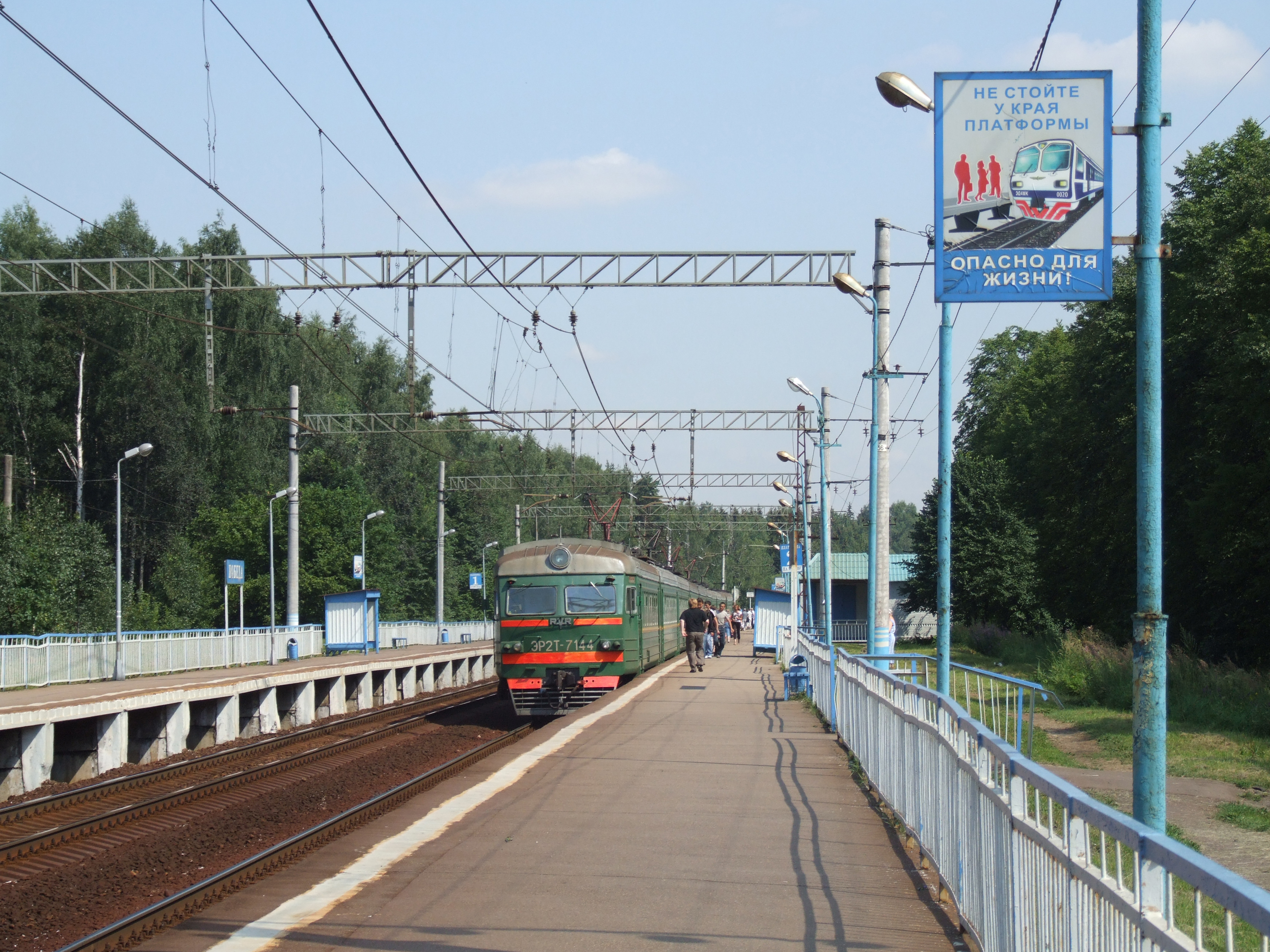
Платформа «Побєда»

На території міста знаходиться два зупинних пункти електропоїздів (платформи Побєда, Дачна) та станція Апрелєвка.
Діють два міських автобусних маршрути, два приміських та два міжміських (обидва з Москви від станції метро «Південно-Західна», перший вирушає далі до Наро-Фомінська).
Головна магістраль для автотранспорту, що пролягає через південну частину міста — Київське шосе. Його перетинають:
- Апрелєвська вулиця;
- вулиця Велика Лісна;
- вулиця Кутузова;
- вулиця Горького.

## Пам'ятки
- Колишня садиба Демидових Петровське — архітектурна пам'ятка другої половини XVIII століття.
- Церква Пророка Іллі.
- Палац спорту «Мелодія».
- Пам'ятник на місці загибелі у листопаді 1941 року льотчика Василя Пойденка (знесений під час розширення шосе).

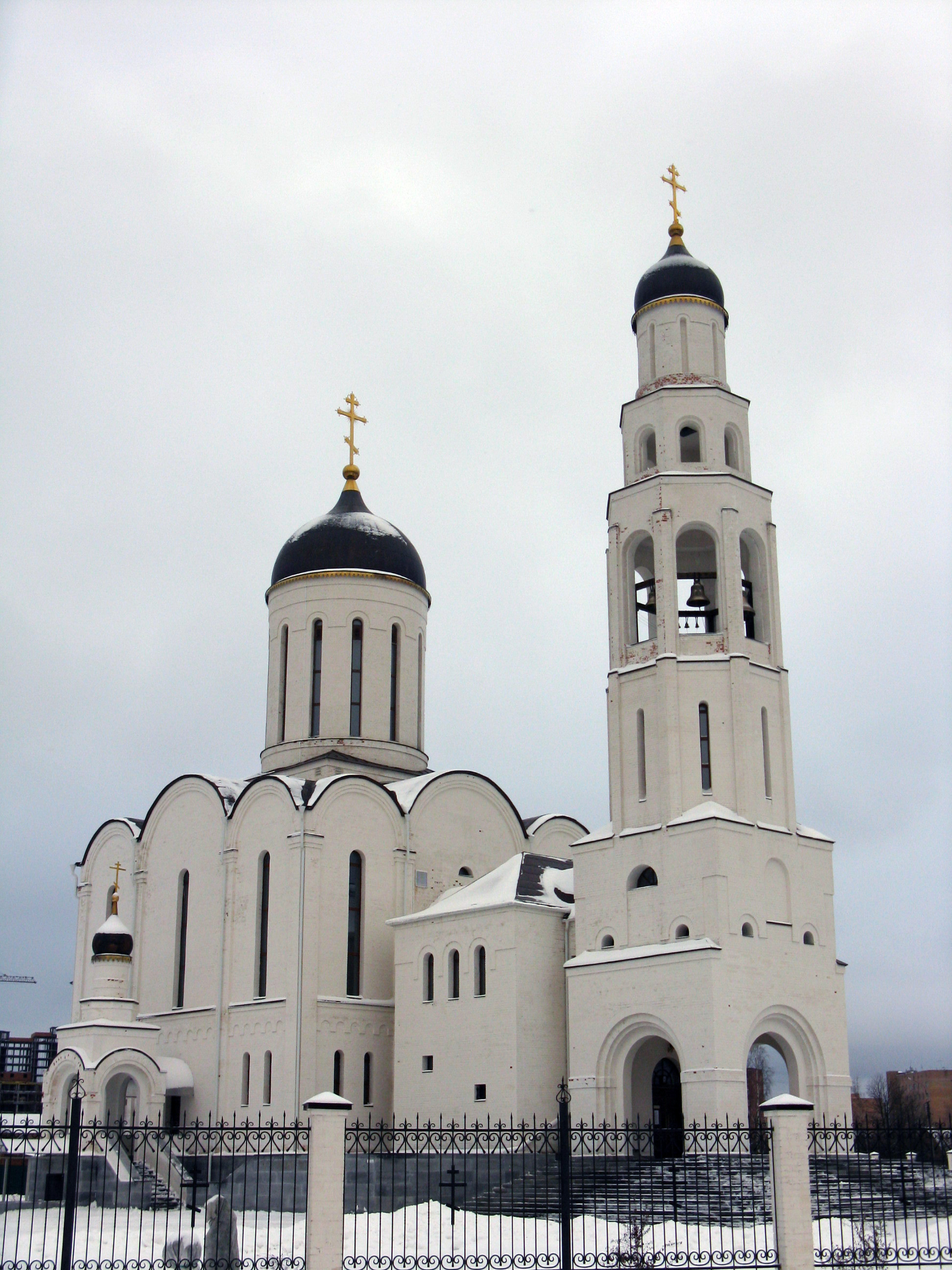
Церква Пророка Іллі
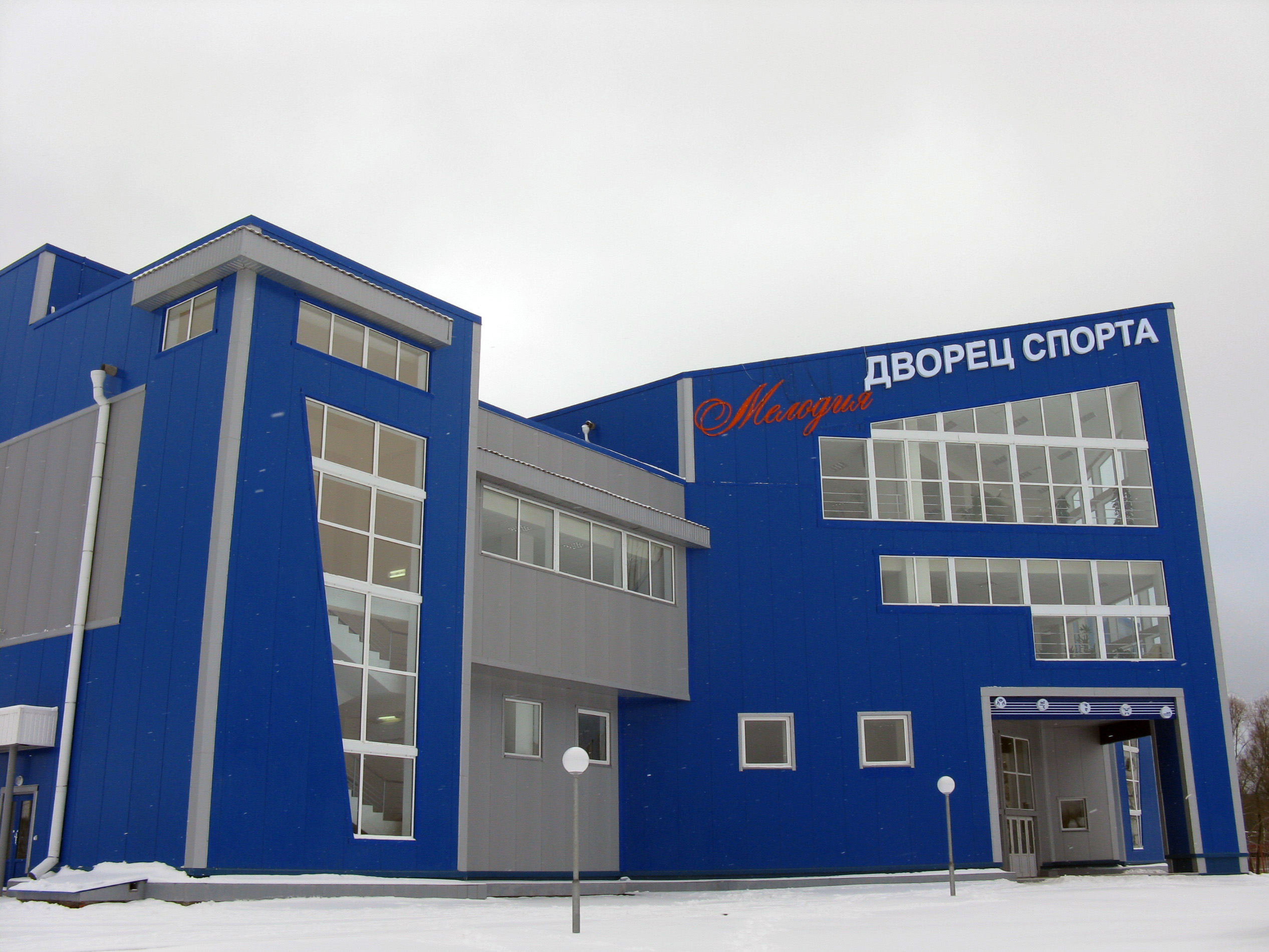
Палац спорту «Мелодія»
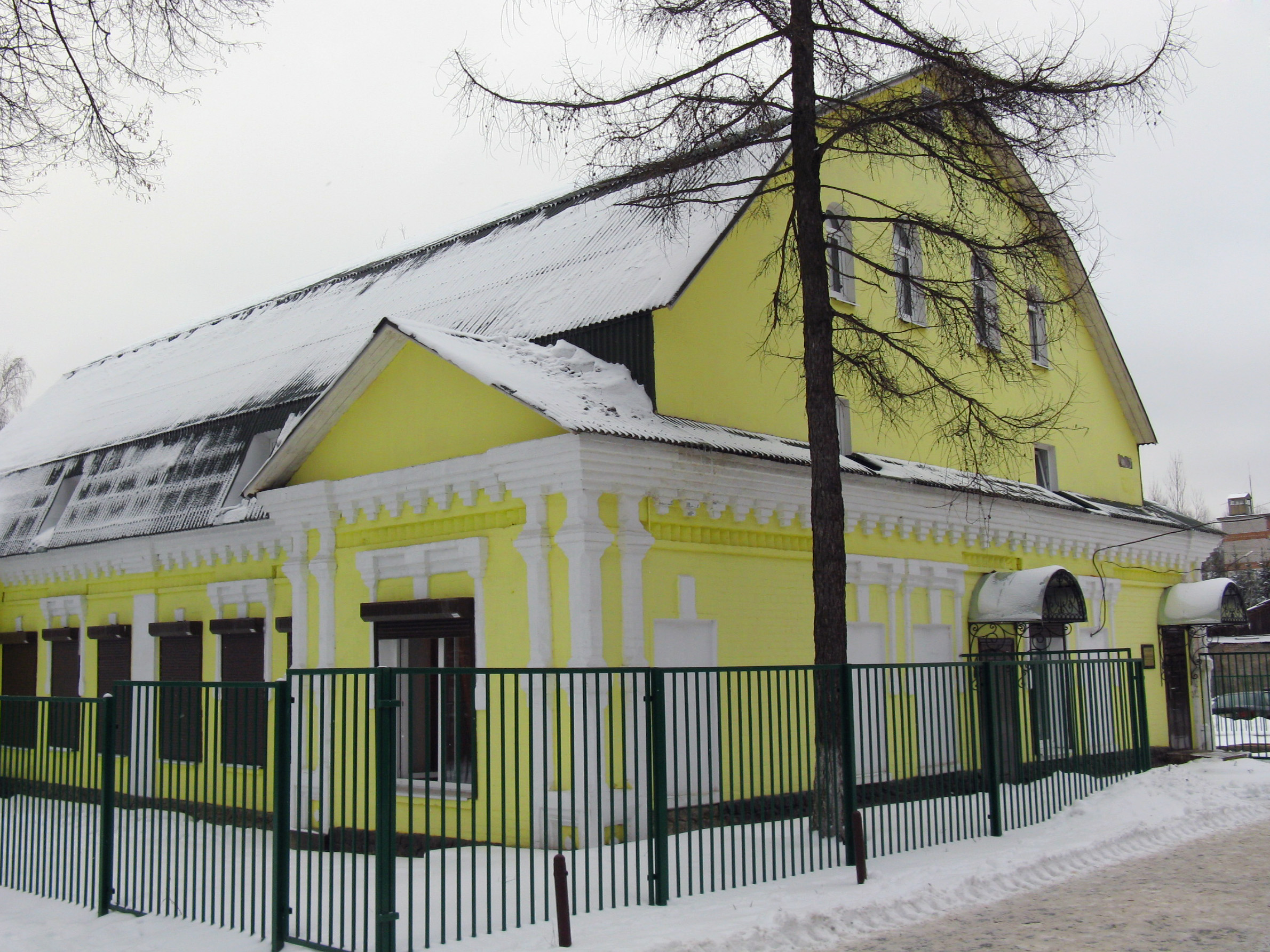
Музей грамплатівок